# 前無綫電視人員列表
前無綫電視人員列表：依目前所屬機構，本列表列出過去曾為香港無綫電視（TVB）內部的主要成員。

## 董事局主席、董事局副主席
括號內為最高職位作標準
- 利孝和（創辦人及董事局首任主席）
- 邵逸夫（創辦人及董事局行政主席(第二任前主席)及榮譽主席）
- 祈德尊（創辦人及董事局首任副主席）
- 邵方逸華（榮譽行政主席及董事局副主席）
- 梁乃鵬（榮譽行政主席及執行董事董事局副主席）
- 陳國強（董事局主席及非執行董事）
- 郭鶴年（董事局副主席）
- 鄭善強（執行董事）
- 利陸雁群（非執行董事）
- 王雪紅（非執行董事）
- 羅仲炳（非執行董事）
- 陳慧慧（非執行董事）
- 邱德根（非執行董事）
- 周亦卿（獨立非執行董事）
- 蕭炯柱（獨立非執行董事）
- 利幹（獨立非執行董事）
- 鄭維新（獨立非執行董事）
- 邱浩（獨立非執行董事）
- 柯清輝（獨立非執行董事）
- 經緯（董事總經理）
- 費道宜（董事總經理）
- 何定鈞（集團總經理及董事）
- 李寶安（集團行政總裁）

## 高層管理人員
括號內為最高職位作標準
- 貝諾（Collin Bednall，首任總經理）- 澳洲人
- 黃錫照（執行經理）
- 陳慶祥（總經理）
- 鄭君略（總經理）
- 應麒麟（總經理）
- 何順忍（總經理）
- 鄭善強（總經理）
- 陳志雲（業務總經理）
- 陳碧鏵（業務總經理）
- 周梁淑怡（助理總經理，曾為監製）
- 區偉林（助理總經理）
- 曾展章（制作部經理、廣告部經理）
- 余詠珊（助理總監總經理）
- 杜之克（戲劇製作及節目副總經理）
- 邱健忠（助理總經理：市場推廣、營業、數碼媒體業務TVB Anywhere）

## 部門主管（管理層）
括號內為最高職位作標準
- 劉天賜（創作總監、製作總監、顧問，曾為監製、編劇）
- 吳雨（綜藝節目製作總監，曾為監製、編審）
- 何麗全（製作部總監，曾為編審、編劇）
- 梁家樹（戲劇組製作部總監，曾為監製）
- 黃華麒（實況劇製作部總監，曾為監製）
- 何冠中（節目部總監）
- 何平（多媒體音像事業部總監）
- 何蕙鏛（外事部事務科助理總監）
- 張耀成（製作統籌部助理總監）
- 曾醒明（管理企業傳訊外事部副總監）
- 陳瑞貞（節目部副總監）
- 余謙信（業務策略拓展副總監）
- 曾國強（前星河頻道經理，曾為香港小姐監製）
- 梅小青（戲劇組製作部總監）
- 黎文卓（綜合節目及創作部經理，曾為節目編劇）
- 甘國亮（節目部經理，曾為監製、編劇、編導、編審）
- 鄧偉雄（節目發展經理、製作副總監，曾為監製、編審）
- 蕭笑鳴（藝員部經理）
- 程乃根（人事部經理）
- 邵麗瓊（助理創作經理，現為編審）
- 林祖輝（助理藝員部經理）
- 何哲圖（音樂發展事務暨星夢娛樂集團行政總裁）
- 何掌邦（一般事務經理，曾為新聞部總監）

## 其他行政人員
- 鍾景輝（1971年至1975年藝員訓練班主任）
- 劉芳剛（1975年至1983年藝員訓練班主任）
- 鄭有國（1983年至1985年藝員訓練班主任）
- 程乃根（藝員訓練班教务主任）
- 鄭丹瑞（2015年至2021年藝員訓練班主任）
- 馬浚偉（2021年起藝員訓練班校長）
- 鄺凱迎（顧問）
- 邱德根（董事局主席）
- 祁德尊（董事）
- 王祖藍（首席創意官）
- 鄭詩君（J2台創意總監）

## 監製（戲劇組）
括號內的年份為最後參與無綫作品
- 趙仕謙（1970年代）
- 吳慧萍（1970年代）
- 葉潔馨（1970年代，曾為編導）
- 劉芳剛（1970年代）
- 陳家瑛（1970年代）
- 馮吉隆（1970年代）
- 甘國亮（1980年代，曾為演員、編劇、編導、編審）
- 馮淬帆（1980年代，曾為演員、編劇、編導、配音）
- 李瑜（1982）
- 李沛權（1983，曾為編導）
- 鄒世孝（1988）
- 徐小明（1988，曾為編導）
- 伍潤泉（1989，曾為編導）
- 甘志輝（1989，曾為編劇）
- 李鼎倫（1990年代）
- 李惠民（1991）
- 王天林（1992，曾為編劇、編導）
- 蕭笙（1992）
- 明生（1992）
- 蕭光漢（1993，曾為編審）
- 韋家輝（1993，曾為故事、編劇、編審）
- 邱家雄（1993，曾為編導）
- 李兆華（1993）
- 杜琪峰（1993，曾為編導）
- 李國立（1995）
- 招振強（1996，曾為編導、編劇）
- 李元科（1997）
- 葉成康（1997，曾為編導）
- 鄧特希（1998，曾為編劇、編審）
- 楊錦泉（1999）
- 周華宇（1999）
- 曾謹昌（2000，曾為編劇、編審）
- 蕭顯輝（2004，曾為編導）
- 譚朗昌（2004）
- 劉仕裕（2002，曾為演員、編導）
- 鄺業生（2005，曾為編導）
- 唐基明（2012）
- 戚其義（2012）
- 梁家樹（2014，曾為演員、編導）
- 黃華麒（2014）
- 李艷芳（2015）
- 張乾文（2015，轉回編導、曾為監製）
- 李添勝（2016，曾為編導、演員）
- 關永忠（2016）
- 文偉鴻（2017，轉回監製、曾為編導、導演、演員）
- 羅鎮岳（2017，曾為編導）
- 徐遇安（2017，轉回編導）
- 歐耀興（2018，曾為導演、監製、編導）
- 潘嘉德（2018，轉回監製、曾為編導、演員）
- 莊偉建（2019）
- 王晶（2019，轉回監製、導演兼編劇，曾為編導、編審、演員）
- 陳寶華（2019）
- 彭美鳳（2019）
- 梁材遠（2020）
- 梅小青（2020）
- 關樹明（2021）
- 蘇萬聰（2021）
- 陳翹英（2021）
- 梁崇勳（2021）
- 葉念琛（2022）
- 潘嘉德（2022）
- 吳冠宇（2022）
- 葉鎮輝（2023）
- 林建祥（2023）
- 廖晉碩（2023）
- 劉家豪（2024）

## 編審／編劇（戲劇組）
括號內的年份為最後參與無綫作品
- 許鞍華（1970年代）
- 陳韻文（1977）
- 趙志堅（1983）
- 吳平（1983）
- 羅卡（1984）
- 梁建璋（1984）
- 吳昊（1985，曾為監製）
- 胡沙（1986）
- 陳方（1987）
- 關展博（1987）
- 陳麗華（1988）
- 張小嫻（1989）
- 曾淑娟（1989）
- 譚嬣（1989）
- 麥守義（1989）
- 余詠珊（1989，晉升為部門主管）
- 黃碧雲（1980年代）
- 陳慶嘉（1980年代）
- 戚瑛鳴（1990）
- 陳惠妍（1991）
- 游乃海（1991）
- 鄧惠玲（1991）
- 李贊祥（1992，現為資料搜集）
- 鄧永康（1992）
- 陳鈺萍（1992）
- 蔡業鳴（1992）
- 莫淑娥（1993）
- 彭濟材（1994，曾為監製）
- 黃翠華（1994）
- 羅錦輝（1995）
- 邱梅圓（1997）
- 麥志成（1997）
- 梁立寅（1997）
- 歐健兒（1998）
- 麥志誠（1998）
- 馮志強（2000）
- 司徒錦源（2001）
- 梁劍豪（2003）
- 鍾政良（2003）
- 趙靜蓉（2006，曾為監製）
- 張之彥（2007）
- 鮑偉聰（2007）
- 黃洋達（2010）
- 張華標（2010，曾為監製）
- 葉世康（2010）
- 劉芷韻（2011）
- 潘漫紅（2011）
- 薛家華（2011）
- 阮少娜（2011）
- 梁詠梅（2012）
- 周旭明（2012）
- 陳靜儀（2013）
- 關皓月（2013）
- 陳淑賢（2013）
- 葉廣蔭（2014）
- 黃育德（2014）
- 賈偉南（2015）
- 鄧力奇（2015）
- 蕭朗（2015）
- 歐冠英（2015）
- 石凱婷（2016）
- 羅宗耀（2015）
- 黃國輝（2016）
- 吳肇銅（2016）
- 徐達初（2016）
- 馬俊縈（2017）
- 馬焱（2017）
- 吳沚默（2017，轉回演員）
- 王晶（2017，曾為演員、導演、編劇、編審、編導、監製）
- 陳琪（2017）
- 李茜（2018，曾為監製）
- 劉彩雲（2018）
- 陳金鈴（2018）
- 龍文康（2018）
- 蔡淑賢（2018）
- 雷秀蓮（2020）
- 羅佩清（2022）

## 編導（戲劇組）
括號內的年份為最後參與無綫作品
- 嚴浩（1970年代，曾為編劇）
- 張之珏（1970年代，曾為演員、監制）
- 林德祿（1970年代，曾為演員、編劇）
- 朱克（1970年代）
- 梁天（1970年代，曾為演員、監制）
- 鍾景輝（1970年代，曾為演員）
- 徐克（1977）
- 譚家明（1977）
- 賴水清（1977）
- 霍耀良（1984，曾為監制）
- 鄒長根（1986）
- 陳木勝（1986）
- 杜琪峰（1986，曾為監制）
- 鞠覺亮（1987）
- 陳鴻楷（1987）
- 謝益文（1987）
- 譚銳銘（1988）
- 米家豐（1989）
- 梁日明（1980年代，曾為監制）
- 賴建國（1990）
- 李良成（1990）
- 蔣家駿（1991）
- 溫偉基（1991）
- 蕭鍵鏗（1992）
- 李力持（1992）
- 李仁港（1993）
- 黃有全（1994，曾為監制）
- 趙崇基（1995，曾為監制）
- 黎子儉（1995）
- 梁德華（1997）
- 袁英明（1999）
- 楊紹鴻（1990年代）
- 羅永昌（1990年代）
- 鄭基成（2000，曾為監制）
- 鍾澍佳（2000，曾為監制）
- 鄧鑑泉（2000年代）
- 譚禮賢（2004）
- 何南銓（2005）
- 余翠華（2008）
- 黃琛喻（2010年代）
- 陸天華（2012）
- 劉順安（2012）
- 李樹芬（2014）
- 張永豪（2016）
- 區德輝（2016）
- 陳新俠（2016）
- 麥殿邦（2016）
- 鄭偉文（2017）
- 李文舜（2017）
- 黃汝樂（2017）
- 陳漢城（2017）
- 羅俊偉（2017）
- 朱禮和（2017）
- 梁崇勳（2017）
- 黃肖英（2017）
- 黎栢堅（2017）
- 黃偉賢（2017）
- 黃偉明（2017）
- 陳湘娟（2017）
- 鄭永基（2018）
- 黎繼明（2018）
- 黎柏堅（2019）
- 翁文榮（2019）
- 梁國斌（2019）
- 潘文傑（2019）

## 監製（非戲劇組）
括號內的年份為最後參與無綫作品
- 蔡和平（1990年代）
- 林超榮（1990年代）
- 鄧婉媚（2010）
- 潘裕佳（2010）
- 錢國偉（2012，曾為劇集監製）
- 林嘉穎（2015）
- 李漢源（2018）
- 曾憲宗（2010年代）
- 甄詠儀（2010年代）
- 霍澤基（2010年代）
- 黃炳健（2010年代）
- 曾廣平（2010年代）
- 李志倫（2019）
- 謝英偉（2019）
- 衛世輝（2021）
- 張志明（2021）
- 梁志康（2021）

## 編審（非戲劇組）
括號內的年份為最後參與無綫作品
- 譚小龍（2010年代）
- 駱耀明（2018）

## 編導（非戲劇組）
括號內的年份為最後參與無綫作品
- 許誠毅（1980年代）

## 音樂製作人
括號內為最後參與的無綫音樂作品
- 顧嘉煇（曲／編／監）
- 黎小田（曲）
- 鄧智偉（曲／監）
- 鄭國江（詞）
- 鄭櫻綸（詞）
- 黃霑（曲／詞）
- 葉肇中（曲／編／監）

## 其他製作人員
- 王家衛（製作助理）
- 葉家寶（資料撰稿員）
- 金廣誠（綜合節目組、《歡樂今宵》監製）
- 陳文輝（前化妝師）
- 麥劍秋（曾為旁白、播音員）
- 陳紫蓮（照顧香港小姐工作）
- 陳家蓀（非戲劇編導）

## 相關
- 無綫新聞
- 無綫電視電影列表
- 無綫電視節目列表
- 無綫電視劇集列表
- 無綫電視藝員列表
- 前無綫電視藝員列表
- 無綫電視人員列表
- 無綫新聞人員列表
- 前無綫新聞人員列表